# Estornell de Dàuria
L'estornell de Dàuria o estornell mongol (Agropsar sturninus) és una espècie d'ocell de la família dels estúrnids (Sturnidae). Habita planures i boscos poc densos del sud-est de Sibèria, nord de Mongòlia, de la Xina i de Corea. El seu estat de conservació es considera de risc mínim.